# Троицк (Крутинский район)
Тро́ицк — деревня в Крутинском районе Омской области, входит в состав Толоконцевского сельского поселения.

## История
Основана в 1886 году. В 1928 году посёлок Троицкий состоял из 69 хозяйств, основное население — русские. В административном отношении находился в составе Толоконцевского сельсовета Крутинского района Омского округа Сибирского края.

## Население
| 2010 |
| ---- |
| 41   |

## Улицы
В деревне имеются две улицы: Береговая и Заречная.